# Jego ostatni ukłon
Jego ostatni ukłon (ang. His Last Bow), zbiór 8 opowiadań angielskiego pisarza sir Arthura Conana Doyle’a o przygodach Sherlocka Holmesa, ilustrowany przez Sidneya Pageta, Frederica Dorr Steele, Waltera Pageta, Arthura Twidle, H.M. Brocka, Josepha Simpsona, Aleca Balla, A. Hallidaya i Gilberta Hallidaya. Opowiadania publikowano po raz pierwszy w „The Strand Magazine” i „Collier’s Weekly”. Całość wydana została w ilości 10 684 kopii w październiku 1917 roku.

## Spis utworów
- Tajemnica Wisteria Lodge (ang. The Adventure of Wisteria Lodge, pierwsze wydanie w sierpniu 1908 roku)
- Kartonowe pudełko (The Adventure of the Cardboard Box, styczeń 1893)[2]
- Sprawa Czerwonego Kręgu (The Adventure of the Red Circle, marzec – kwiecień 1911)
- Plany Bruce-Partington (The Adventure of the Bruce-Partington Plans, grudzień 1908)
- Umierający detektyw (The Adventure of the Dying Detective, listopad 1913)
- Zniknięcie Lady Frances Carfax (The Disappearance of Lady Frances Carfax, grudzień 1911)
- Sprawa diabelskiej stopy (The Adventure of the Devil’s Foot, styczeń 1910)
- Jego ostatni ukłon (His Last Bow, wrzesień 1917)

## Opowiadania z tomuJego ostatni ukłonw oryginale
- The Adventure of Wisteria Lodge
- The Adventure of the Cardboard Box
- The Adventure of the Red Circle
- The Adventure of the Bruce-Partington Plans
- The Adventure of the Dying Detective
- The Disappearance of Lady Frances Carfax
- The Adventure of the Devil’s Foot
- His Last Bow.- The War Service of Sherlock Holmes